# Tortula densa
Tortula densa là một loài rêu trong họ Pottiaceae. Loài này được (Velen.) J.-P. Frahm mô tả khoa học đầu tiên năm 1994.